# Zadory
Zadory – wieś w Polsce położona w województwie wielkopolskim, w powiecie kościańskim, w gminie Czempiń.
W okresie Wielkiego Księstwa Poznańskiego (1815-1848) miejscowość wzmiankowana jako Zadory należała do wsi większych w ówczesnym pruskim powiecie Kosten rejencji poznańskiej. Zadory należały do okręgu czempińskiego tego powiatu i stanowiły - wraz z Roszkowem i Drożdżycami – odrębny majątek, którego właścicielem był wówczas (1846) Żółtowski. Według spisu urzędowego z 1837 roku Zadory liczyły 220 mieszkańców, którzy zamieszkiwali 22 dymy (domostwa).
W latach 1975–1998 miejscowość administracyjnie należała do województwa poznańskiego.